# Sederyk
Sederyk (łac. Sedericus, Sederich) – książę obodrzycki panujący na przełomie X i XI wieku.
Znany z relacji Adama z Bremy. Po raz pierwszy wspomniany przez kronikarza wraz z Nakonem i Mścisławem jako jeden z książąt obodrzyckich panujących za czasów biskupa hamburskiego Adaldaga (937–988). Ponownie pojawia się obok Przybygniewa, wraz z którym został zaproszony przez króla duńskiego Knuta Wielkiego na wiec w roku 1019 lub 1025/1026. Odstęp czasowy pomiędzy obydwoma wzmiankami może wskazywać, że w rzeczywistości było dwóch różnych władców noszących imię Sederyk, nie ma jednak co do tego pewności.
Sam odczyt imienia jest niepewny, przypuszczalnie należy je odczytywać jako *Szczedrog lub traktować jako zniekształcone przez niemieckojęzycznego kronikarza imię Mścidrog. Według innej hipotezy jest to imię pochodzenia nordyckiego (Sitrig, Sigtyggr), które dostało się do Obodrytów poprzez małżeństwa z księżniczkami duńskimi.